# جزيرة العباس (سوريا)
جزيرة العباس ويسميها أهل أرواد الحباس وهي إحدى الجزر القليلة المنتشرة في الساحل السوري تقع قبالة مدينة عمريت الأثرية في محافظة طرطوس، وهي جزيرة غير مأهولة بالسكان تبلغ مساحتها هكتارين تقريبا، وتتكون الجزيرة من الصخور وبعض التشكيلات العشبية، وشكلها طولاني عريض صخري ومرتفع من جهة الجنوب لتنخفض وتتحول إلى شريط ذي شاطئ رملي صخري ضيق من جهة الشمال. تبعد عن جزيرة «أرواد» 3كم تقريبا وعن شاطئ طرطوس نفس المسافة تقريباً.
طول الجزيرة شمال جنوب 200م وعرضها من الشمال 10م على شكل شريط طولاني وتتسع باتجاه الجنوب ليبلغ عرضها 80م.
في الجزيرة تجد بعض آثار التخييم ومقاعد من الأسمنت وفي فصل الربيع يصبح لون الجزيرة أخضر بالكامل لنمو الأعشاب فيها غالباً ما يشاهد عليها طيور النورس.

## تاريخ الجزيرة
خلف الشكل البسيط للجزيرة تكمن حقيقة جيولوجية تعود لآلاف السنين حيث يشاهد رصيفا مبنيا من الحجارة الضخمة غرب الجزيرة عند نهاية الرصيف البحري الضحل وبداية الأعماق الكبيرة، وهذا الرصيف يمتد لمسافة طويلة، وقد أثبت بعض هذا الكلام عالمة «بريطانية» قدمت إلى المنطقة في السبعينيات من القرن الماضي وأجرت بعض الدراسات على حفرة ضخمة في قلب الجزيرة وعلى أقنية مائية تتوزع من الجزيرة إلى الجهات المحيطة بها، ويمكن مشاهدة إحدى القنوات بوضوح.
ورغم أن الدراسة غير كافية الا أنها خلصت إلى أن جزيرة «العباس» ما هي إلا كتلة صخرية وسط منطقة زراعية خصبة في عصور تاريخية قديمة جدا، وقد حفر سكانها خزان ماء وسط الصخرة لسقاية المزروعات، واستمر الحال هكذا إلى أن ارتفع البحر في عصور تاريخية لاحقة وغمر المنطقة لتصبح الصخرة الضخمة جزيرة، ويبقى الرصيف المبني من الحجارة الضخمة دون معرفة وظيفة محددة له، وهذا الكلام يحتاج لدراسات دقيقة. ويمكننا القول تقديريا أن جزيرة العباس، كباقي شقيقات أرواد الأخرى، بقيت مأهولة بالسكان حتى عام 905 قبل الميلاد حيث ارتفع البحر حوالي 10 أمتار وغمر معظم مساحة الجزيرة.
وتتواجد على الجزيرة الكثير من الآثار والتماثيل كمسلة الإله بعل وتمثال هرقل، ويرجح ذلك استخدام الجزيرة إضافة لشقيقتها جزيرة المخروط لطقوس العبادة. وفي عصرنا الحالي، تتواجد الأثار العائدة لجزيرة العباس بمعظمها في متاحف أوروبا، إذ رست أثناء الانتداب الفرنسي على سوريا سفينة فرنسية كبيرة قرب الجزيرة وقامت قوراب صغيرة بنقل التماثيل والأثار كالمسلة والتمثال المذكورين أعلاه.
تكتسب جزيرة «العباس» صفة «جزيرة الفصول الأربعة» من كون بقائها زاخرة بالحياة طوال العام، فهي محطة لطيور النورس البحرية وبعض طيور البط التي تأتي إلى الجزيرة في الخريف وتبقى حتى تكبر صغارها في فصل الربيع حيث موسم الهجرة لهذه الطيور.